# تپه سرنی (۱)
تپه سرنی (۱) مربوط به احتمالاً دوران‌های تاریخی پس از اسلام است و در شهرستان مهران، بخش صالح آباد، روستای سرنی واقع شده و این اثر در تاریخ ۱۴ مرداد ۱۳۸۲ با شمارهٔ ثبت ۹۵۳۴ به‌عنوان یکی از آثار ملی ایران به ثبت رسیده است.